# Malvapiini
Malvapiini lub Malvapiina – kolejno plemię lub podplemię chrząszczy z nadrodziny ryjkowców i rodziny Berntidae lub pędrusiowatych.
Takson ten utworzony został w 1990 roku przez Miguela Angela Alonso-Zarazagę.
W systematyce P. Boucharda i współpracowników z 2011 roku, stosowanej również w bazie BioLib.cz, takson ten ma rangę podplemienia i klasyfikowany jest w plemieniu Apionini, nadplemieniu Apionitae, podrodzinie pędrusiowatych i rodzinie Brentidae. Z kolei w klasyfikacji stosowanej na Fauna Europaea oraz Biodiversity Map ma on rangę plemienia i należy do podrodziny Apioninae i rodziny pędrusiowatych (Apionidae).
Takson ten obejmuje rodzaje:
- Malvapion A. Hoffmann, 1958
- Pseudapion Schilsky, 1906
- Rhopalapion Schilsky, 1906

Z Polski notowane wszystkie wymienione.